# Thelyphonus asperatus
Thelyphonus asperatus är en spindeldjursart som beskrevs av Tord Tamerlan Teodor Thorell 1888. Thelyphonus asperatus ingår i släktet Thelyphonus och familjen Thelyphonidae. Inga underarter finns listade i Catalogue of Life.